# Богодат I

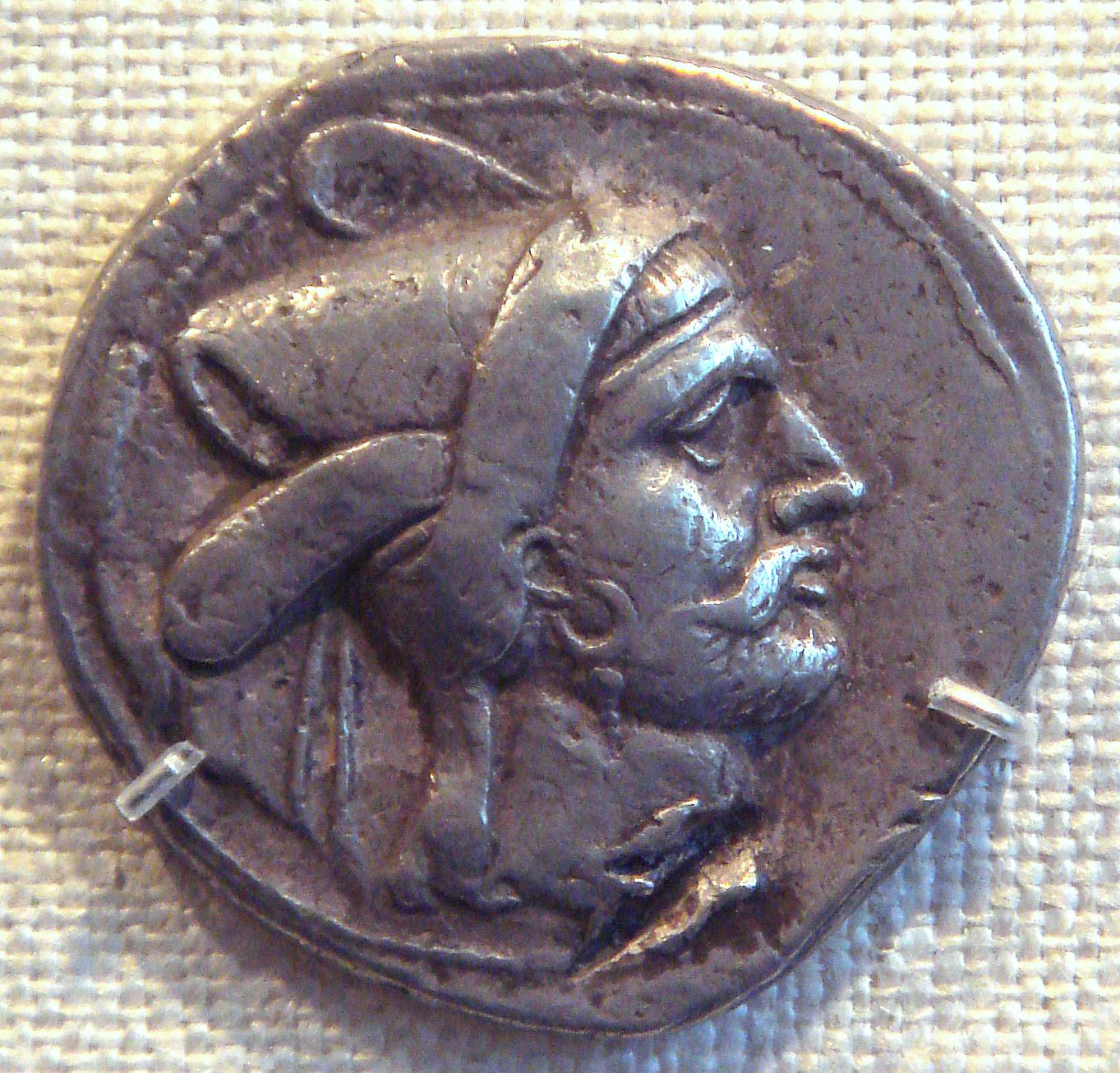
Богодат I (карбунок 290-280 до н.е.) з сатрапським головним убором, курбаша,

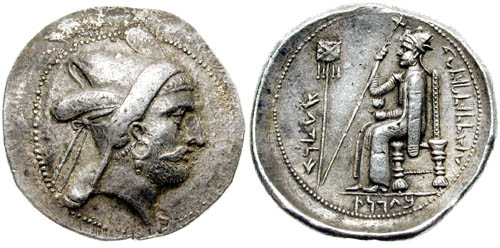
Монета Богодата

Богодат I (також Багадат I, Богодатус I, Bagadates I) - від староіранського Бого-дата, "Богдан", "Богом даний"), також Богодат або Байдад, був фратарака або "хранитель вогню", і правитель або підподяркований Селевкідам, який правив як король-священик в Істахрі в серці колишньої держави Ахеменідів, земель Персісу (Фарсу), після завоювань Олександра.

## Життєпис
Він був першим місцевим перським сатрапом, якого призначили Селевкіди, який займав вищі управлінські пости в колі греко-македонян, яке керувалось "Товариством" і їх нащадками. На звороті його монет, Богодат зображений перед зороастрійським вівтарем вогню, або сидячим зі скіпетром і можливо царським яблуком в його лівій руці (зображення зліва).  Коли Селевкідська Імперія ослабла, деякі з цих  фратарака сатрапів стали королям: Богодат мабуть утвердив свою незалежність близько 280 до н.е. "Це перша східна відповідь на Македонське правління повинна була б іти з Персису, батьківщини Ахеменідів, дуже дивує," зауважує Отто Мьоркхолм. "Лише важко зрозуміти, чому він прийшов так пізно." Повстання проти контролю Селевкідів було продовжене сином Богдата Оборзосом, який зробив наголос на продовженні карбовки встановленій його батьком.
В написі, який зберігся в Амізоні в Карії, інший Богодат був зроблений неокоросом храму Артеміди в 321; ймовірно його сім'я були великими землевласниками у країні до загарбань Олександра. Син цього Богодата, Ariaramnēs, став його наступником як  неокорос в Амізоні.